# Мотрил
Мотрил (шп. Motril) град је у Шпанији у аутономној заједници Андалузија у покрајини Гранада. Према процени из 2008. у граду је живело 59.163 становника.

## Становништво
Према процени, у граду је 2008. живело 59.163 становника.
| 1991.  | 2001.  |
| ------ | ------ |
| 46.500 | 51.298 |

## Партнерски градови
- Мелиља
- Villa General San Martín
- Marple
- Agounit
- Смољан